# Seaca, Olt
Seaca là một xã thuộc hạt Olt, România. Dân số thời điểm năm 2002 là 2348 người.